# 卡尔·路德维希·韦尔登诺
卡尔·路德维希·韦尔登诺（德語：Carl Ludwig Willdenow，1765年8月22日—1812年7月10日）为德国植物学家、药剂师及植物分类学家。他被认为是植物地理学的开创者。他也是早期著名植物地理学家亚历山大·冯·洪堡的导师。
卡尔·路德维希·韦尔登诺出生于柏林，在哈雷大学就读医学与植物学。1801年起，他开始担任柏林植物园园长直至去世。他研究了许多由亚历山大·冯·洪堡带回来的南美洲植物。他对植物的气候适应十分感兴趣，并发现相同气候条件下的植物具有相似的特征。他的植物标本馆共保存了超过20000个物种的标本，现仍存放于柏林植物园内。
他因对欧洲植物地理学的研究及山脉起源理论而著名。1801年，他当选为瑞典皇家科学院的外籍院士。

## 主要著作
- Florae Berolinensis prodromus (1787)
- Grundriß der Kräuterkunde (1792)
- Berlinische Baumzucht (1811)
- Linnaei species plantarum (1798–1826, 6 volumes) Botanicus（页面存档备份，存于）
- Anleitung zum Selbststudium der Botanik (1804)
- Enumeratio plantarum horti regii botanici Berolinensis (1809)
- Hortus Berolinensis (1816)